# Sergio López Miró
Sergio López Miró (spanisch) oder Sergi López i Miró (Katalanisch) (* 15. August 1968 in Barcelona) ist ein ehemaliger spanischer Schwimmer. Er gewann eine olympische Bronzemedaille und war einmal Dritter bei Europameisterschaften.

## Sportliche Karriere
Der 1,86 Meter große Sergio López Miró schwamm in Spanien für CN Sabadell und für CN Montjuic. Während seines Studiums an der Indiana University Bloomington trat er für deren Sportteam an, die Indiana Hoosiers.
López Miró nahm 1986 an den Weltmeisterschaften in Madrid teil. Seine beste Platzierung war der 15. Platz über 200 Meter Brust. Im Jahr darauf bei den Europameisterschaften 1987 in Straßburg erreichte López Miró das Finale über 200 Meter Brust und wurde Vierter mit 0,73 Sekunden Rückstand auf den drittplatzierten Briten Adrian Moorhouse. Im September 1987 fanden im syrischen Latakia die Mittelmeerspiele 1987 statt. López Miro siegte über 200 Meter Brust und wurde Dritter über 100 Meter Brust. Über 200 Meter Lagen belegte er den fünften Platz. Die spanische Lagenstaffel mit López Miró auf der zweiten Lage gewann die Bronzemedaille. 1988 bei den Olympischen Spielen in Seoul trat der Spanier zunächst über 100 Meter Brust an und belegte in den Vorläufen den 43. Platz unter 61 Teilnehmern. Über 200 Meter Brust erreichte er mit der sechstbesten Zeit den Endlauf. Im Finale siegte der Ungar József Szabó vor dem Briten Nick Gillingham. 0,89 Sekunden hinter Gillingham schlug López Miró als Dritter an mit 0,24 Sekunden Vorsprung auf Mike Barrowman aus den Vereinigten Staaten. López Miró nahm auch über 200 Meter Lagen teil und wurde in den Vorläufen 36. unter 56 Teilnehmern.
1989 bei den Europameisterschaften in Bonn belegte López Miró mit der spanischen 4-mal-200-Meter-Freistilstaffel den achten Platz. Über 200 Meter Brust siegte Nick Gillingham, López Miró belegte den fünften Platz. Anfang 1991 wurden in Perth die Schwimmweltmeisterschaften 1991 ausgetragen. Über 200 Meter Brust belegte der Spanier den sechsten Platz. Mit der Lagenstaffel wurde er Siebter. Im August bei den Europameisterschaften in Athen belegte López Miró sowohl mit der 4-mal-200-Meter-Freistilstaffel als auch mit der 4-mal-100-Meter-Lagenstaffel den fünften Platz. Über 200 Meter Brust gewann er die Bronzemedaille hinter Nick Gillingham und dem Ungarn Norbert Rózsa. Bei den Olympischen Spielen 1992 in Barcelona trat López Miró in beiden Brustdisziplinen an. Zunächst verfehlte er das Finale über 100 Meter Brust als 23. von 58 Vorlaufteilnehmern. Dann siegte über 200 Meter Brust Mike Barrowman, eine Sekunde dahinter gewann Norbert Rózsa Silber und 0,06 Sekunden hinter dem Ungarn schlug Gillingham als Dritter an. Der Spanier hatte als Vierter zwei Sekunden Rückstand auf Gillingham und 0,03 Sekunden Vorsprung vor Károly Güttler, dem zweiten Ungarn.
Bei den Mittelmeerspielen 1993 in Languedoc-Roussillon belegte López Miró auf beiden Brustdistanzen den vierten Platz. Mit der 4-mal-200-Meter-Freistilstaffel gewann er die Bronzemedaille und mit der 4-mal-100-Meter-Lagenstaffel die Silbermedaille hinter den Franzosen. Im Dezember 1993 fanden in Palma de Mallorca die ersten Kurzbahnweltmeisterschaften statt. Lopéz Miró belegte den sechsten Platz über 200 Meter Brust. Die spanische Lagenstaffel mit Carlos Ventosa, Sergio López Miró, Joaquín Fernández und José Maria Rojano gewann die Silbermedaille hinter der Staffel aus den Vereinigten Staaten. 1994 nahm der Spanier zum Abschluss seiner Karriere an den Weltmeisterschaften in Rom teil, erreichte aber keinen Endlauf mehr.
Nach seiner Karriere als Schwimmer wurde Sergio López Miró Schwimmtrainer in den Vereinigten Staaten. Bei den Olympischen Spielen 2012 und 2016 betreute er das olympische Schwimmteam aus Singapur.